# صف‌آرایی (علوم رایانه)
صف‌آرایی (به انگلیسی: marshalling یا marshaling) در علوم رایانه، به فرایند تبدیل «نمایش حافظه‌ای یک شیء» به «قالب داده‌ای مناسب برای ذخیره و انتقال» گفته می‌شود، از صف‌آرایی معمولاً موقعی استفاده می‌شود که داده باید در بین قسمت‌های مختلف یک برنامه رایانه‌ای، یا از یک برنامه به برنامه دیگر حرکت کند.
فرایند صف‌آرایی، مشابه مفهوم پیاپی‌سازی است، اما از آن در برقراری ارتباط با اشیای راه‌دور از طریق یک شیء استفاده می‌شود، یعنی در این حالت یک «شیء» پیاپی‌سازی شده‌است. استفاده از صف‌آرایی ارتباطات پیچیده را ساده‌سازی می‌کند، زیرا دربرقراری ارتباط، به جای اشیای اصلی، از اشیای مرکب و مختلط استفاده می‌کنیم. برعکس فرایند صف‌آرایی، صف‌زدایی (به انگلیسی: unmarshalling یا demarshalling) نام دارد (مشابه پیاپی‌زدایی). یک واسط صف‌زدایی، یک شیء پیاپی‌سازی شده را دریافت می‌کند و آن را به یک ساختمان داده داخلی تبدیل می‌کند، که این ساختمان داده را مثل یک قابل‌اجرا می‌توان ارجاع داد.
در واقع تعریف دقیق صف‌آرایی بین زبان‌های برنامه‌نویسی پایتون، جاوا، و دات‌نت متفاوت است، و حتی در بعضی زمینه‌ها، این مفهوم قابل جایگزینی با «پیاپی‌سازی» است.